# Andora faouzii
Andora faouzii är en sjöstjärneart som först beskrevs av Macan 1938.  Andora faouzii ingår i släktet Andora och familjen Ophidiasteridae. Inga underarter finns listade i Catalogue of Life.